# Labanda chloromela
Labanda chloromela är en fjärilsart som beskrevs av Walker 1858. Labanda chloromela ingår i släktet Labanda och familjen trågspinnare. Inga underarter finns listade i Catalogue of Life.